# Die unfreiwilligen Reisen des Putti Eichelbaum
Die unfreiwilligen Reisen des Putti Eichelbaum ist ein moderner Schelmenroman von Bernt Engelmann. Engelmann beschreibt darin das Leben seines Jugendfreundes Richard Eichelbaum (9. Juni 1921 – 19. Mai 2015).

## Inhalt
Richard „Putti“ Eichelbaum wurde 1921 als Sohn eines jüdischen Berliner Rechtsanwaltes in Deutschland geboren. Hitlers Machtergreifung führte dazu, dass die Familie aus Deutschland flüchten musste. Die Flucht des jungen Putti mit seinen Eltern führt in die Schweiz und von dort über Italien, Frankreich und Bermuda nach Kuba. Insgesamt gelang es der Familie nur mit viel Glück schließlich in die Vereinigten Staaten einreisen zu können, deren Staatsbürgerschaft er später annimmt. Der beim Verlassen Deutschlands erst Zwölfjährige lernt durch die Flucht die Welt und fünf Sprachen kennen. Ausgerüstet mit dieser Lebenserfahrung tritt er in die United States Army ein und landet als alliierter Soldat in der Normandie, von wo aus er wieder in seine alte Heimat zurückkehrt. Er arbeitet als Geheimdienstler und unter anderem als General Pattons Dolmetscher. Putti lernt Franz Josef Strauß kennen, den er der amerikanischen Militärregierung als Nachkriegs-Politiker für den Aufbau empfiehlt. Nach unterschiedlichsten Lebensstationen lebte Richard Eichelbaum als Richard Essex in Florida.

## Werk
Bernt Engelmann: Die unfreiwilligen Reisen des Putti Eichelbaum, Steidl-Verlag, Göttingen, ISBN 3-88243-398-1